# Colchicum hierosolymitanum
Colchicum hierosolymitanum là một loài thực vật có hoa trong họ Colchicaceae. Loài này được Feinbrun miêu tả khoa học đầu tiên năm 1953.